# Eressa aperiens
Eressa aperiens är en fjärilsart som beskrevs av Walker. Eressa aperiens ingår i släktet Eressa och familjen björnspinnare. Inga underarter finns listade i Catalogue of Life.